# The Black Angel's Death Song
"The Black Angel's Death Song" é uma canção da banda norte-americana de rock The Velvet Underground, aparece em seu álbum de estreia de 1967, The Velvet Underground & Nico. Foi escrita por Lou Reed e John Cale. Em uma nota de rodapé da letra, Reed escreveu: "A ideia aqui era juntar as palavras pela pura diversão de seu som, sem nenhum significado particular."
De acordo com Cale, Sterling Morrison se recusou a tocar o baixo na música porque não gostou de tocá-lo na sessão de gravação de "Venus in Furs", portanto, Cale tocou o baixo enquanto Morrison manteve seu posto de guitarrista.
A música não era popular nos clubes, de acordo com Reed. "[...] quando um clube iria fechar, eles nos pediam para tocar essa música.") No final de 1965, o jornalista Al Aronowitz providenciou para que a banda tocassem no clube Café Bizarre em Greenwich Village por quinze dias; enquanto estavam lá, eles tocaram uma versão mais pesada de "Black Angel's Death Song"; o gerente ordenou que não tocassem aquela música novamente, ao que a banda respondeu tocando-a novamente em "vingança", sendo posteriormente demitidos.

## História

### Gravação
A música foi gravada em abril de 1966 nos estúdios Scepter em Manhattan. A música é dominada pelo som penetrante da viola elétrica de John Cale, criando dissonância ao longo da música. Também ao longo da música há rajadas altas de feedback de áudio. As guitarras de Reed e Morrison na música estão afinadas um tom inteiro (como em outras músicas do álbum).

## Ficha técnica
The Velvet Underground
- Lou Reed – vocais, guitarra
- John Cale – viola elétrica, baixo
- Sterling Morrison – guitarra

- Maureen Tucker – percussão

Produção
- Andy Warhol – produtor